# Tiberio Borghesi
Tiberio Borghesi (Siena, 29 luglio 1720 – Siena, tra il 2 e il 31 marzo 1792) è stato un arcivescovo cattolico italiano.

## Biografia
Ricevette la prima formazione ecclesiastica al seminario di Siena e, dopo l'ordinazione sacerdotale, ricevuta nel 1743, si laureò in utroque iure all'Università di Siena. Successivamente divenne canonico della cattedrale. Papa Clemente XIII lo nominò vescovo nel 1762, assegnandolo alla diocesi di Sovana. Fu consacrato il 4 aprile dal cardinale Filippo Acciaioli, coadiuvato da Giuseppe Simonetti, arcivescovo titolare di Petra, e da Gioacchino Maria Pontalti, O. Carm., vescovo di Lesina.
Il suo episcopato fu caratterizzato da un elevato rigore nel rispetto delle regole di disciplina: abito talare nero per i preti, proibizione dei giochi d'azzardo, della frequenza dei teatri e della caccia e lotta alla corruzione. Si ispirò alle lezioni di San Tommaso e di Francesco di Sales.
Con la promozione ad arcivescovo di Siena, nel 1772, si oppose alla corrente giansenista di Fabio de Vecchi, pur approvandone alcune idee, il quale grazie all'appoggio del granduca Pietro Leopoldo, riuscì a fondare un'accademia ecclesiastica a Siena, insegnando dogmatica e teologia morale, puntando alla creazione di una Chiesa cattolica toscana di stampo nazionale, indipendente dalla Santa Sede. Riuscì ad opporsi limitando la diffusione delle opere gianseniste e delle idee riformiste del granduca, che nel 1790, divenne imperatore del Sacro Romano Impero.
Successivamente, dopo un incontro con Antonio Martini, arcivescovo di Firenze, Angiolo Franceschi, arcivescovo di Pisa e il nuovo granduca Ferdinando III, riuscì a contrastare l'aria di riformismo religioso, ripristinando la situazione iniziale.

## Genealogia episcopale
La genealogia episcopale è:
- Cardinale Scipione Rebiba
- Cardinale Giulio Antonio Santori
- Cardinale Girolamo Bernerio, O.P.
- Arcivescovo Galeazzo Sanvitale
- Cardinale Ludovico Ludovisi
- Cardinale Luigi Caetani
- Cardinale Ulderico Carpegna
- Cardinale Paluzzo Paluzzi Altieri degli Albertoni
- Papa Benedetto XIII
- Papa Benedetto XIV
- Cardinale Filippo Acciaiuoli
- Arcivescovo Tiberio Borghesi